# À nos dix ans
 (juin 2022).
Albums de Shy'm
Solitaire
(2014) Héros
(2017)
Singles
1. Il faut vivre
Sortie : 9 septembre 2015
2. Tandem
Sortie : 5 octobre 2015

À nos dix ans est la première compilation de Shy'm, parue le 5 octobre 2015 pour fêter les 10 ans de carrière de la chanteuse. L’album comprend ses meilleurs titres mais aussi des inédits dont la reprise de Tandem, titre que Serge Gainsbourg a écrit pour Vanessa Paradis, Il faut vivre et Veiller tard (de Génération Goldman). La compilation s'est écoulée à 70.000 exemplaires.

## Genèse
Pour célébrer ses 10 ans de carrière, Shy’m annonce le 26 août 2015 la sortie de son premier best of intitulé À nos dix ans sous la forme d’un double album. Le premier volume contient 18 des 24 singles de la chanteuse, ainsi que le morceau Save my way (qui fut dévoilé dans le court-métrage La Nuit destiné à lancer la promotion de Solitaire) et deux morceaux inédits : Il faut vivre et Tandem. Le second volume contient 14 titres pour la plupart non sorti en single que la chanteuse a tenu à faire redécouvrir (Rêves d’enfants, Caméléon et Veiller tard, bien que sorti en singles se trouvent sur le second volume). Finalement, seuls trois singles sont évincés de la compilation, à savoir : Step Back,  White Christmas et Contrôle). La compilation existe en deux versions, une version double album et une version accompagnée d'une interview.

## Promotion
- Le 9 septembre 2015 sort Il faut vivre, premier single et titre inédit du Best of.
- À partir du 30 septembre 2015, les inédits du Best of sont intégrés à la tournée Paradoxale Tour.
- Le 5 octobre 2015, le second titre inédit, Tandem, sort en single, 4 jours avant la sortie de l’album.
- Le 16 octobre 2015, Shy’m interprète 2 titres inédits et 2 de ses succès sur le plateau du Grand Studio de RTL :  Tandem, Veiller tard, On se fout de nous et Et alors ![4]

## Pistes
| 1.  | Femme de couleur   | Cyril Kamar, Louis Côté                              | Mes fantaisies | 3:35 |
| 2.  | Oublie-moi         | Cyril Kamar, Louis Côté                              | Mes fantaisies | 3:03 |
| 3.  | T'es parti         | Cyril Kamar, Louis Côté                              | Mes fantaisies | 3:33 |
| 4.  | Victoire           | Cyril Kamar, Louis Côté                              | Mes fantaisies | 3:15 |
| 5.  | La Première Fois   | Cyril Kamar, Louis Côté                              | Reflets        | 3:25 |
| 6.  | Si tu savais       | Cyril Kamar, Louis Coté                              | Reflets        | 3:23 |
| 7.  | Je sais            | Cyril Kamar, Louis Côté                              | Prendre l'air  | 2:39 |
| 8.  | Je Suis Moi        | Cyril Kamar, Louis Coté                              | Prendre l'air  | 3:22 |
| 9.  | Prendre l'air      | Cyril Kamar, Louis Coté                              | Prendre l'air  | 3:34 |
| 10. | Tourne             | Cyril Kamar, Louis Coté                              | Prendre l'air  | 3:21 |
| 11. | En apesanteur      | Alana, Calogero, Maurici                             | Prendre l'air  | 3:31 |
| 12. | Et alors !         | Cyril Kamar, Louis Côté                              | Caméléon       | 3:05 |
| 13. | On se fout de nous | Cyril Kamar, Tiery-F                                 | Caméléon       | 3:30 |
| 14. | Et si...           | Cyril Kamar, Louis Côté                              | Caméléon       | 3:36 |
| 15. | Save my way        | Kamar, Sacha Beldor                                  | Solitaire      | 4:12 |
| 16. | La Malice          | Cyril Kamar, Louis Côté                              | Solitaire      | 3:50 |
| 17. | L'Effet de serre   | Kamar, Ivri Lider, Yonathan Goldstein                | Solitaire      | 3:23 |
| 18. | On s'en va         | Kamar, Côté                                          | Solitaire      | 3:41 |
| 19. | Silhouettes        | Kamar, Tiery-F                                       | Solitaire      | 3.17 |
| 20. | Tandem             | Serge Gainsbourg, Langolff                           | Inédit         | 3:01 |
| 21. | Il faut vivre      | Shutte, Adamo, Laura Christin-Samanta Cotta, Leclerc | Inédit         | 3.22 |

| 1.  | Rêves D'Enfants               | Cyril Kamar, Louis Côté | Mes fantaisies     | 3:52 |
| 2.  | Nulle Part Ailleurs           | Cyril Kamar, Louis Côté | Reflets            | 3:46 |
| 3.  | Caméléon                      | Cyril Kamar, Louis Côté | Caméléon           | 3:23 |
| 4.  | Le Blues De Toi               | Cyril Kamar, Louis Coté | Mes fantaisies     | 4:13 |
| 5.  | Tout Est Dit                  | Cyril Kamar, Louis Coté | Reflets            | 3:15 |
| 6.  | Ta Lady                       | Cyril Kamar, Louis Coté | Mes fantaisies     | 4:01 |
| 7.  | En apesanteur (Tout est beau) | Cyril Kamar, Louis Coté | Prendre l'air      | 3:50 |
| 8.  | En plein cœur                 | Cyril Kamar, Tiery-F    | Caméléon           | 3:30 |
| 9.  | Comment tu vas ?              | Kamar, Côté             | Solitaire          | 4:14 |
| 10. | Je Prends Sur Moi             | Cyril Kamar, Louis Côté | Reflets            | 3:05 |
| 11. | Comme un oiseau               | Cyril Kamar, Louis Côté | Caméléon           | 4:37 |
| 12. | Veiller tard                  | Jean-Jacques Goldman    | Génération Goldman | 3:33 |
| 13. | Elle                          | Cyril Kamar, Louis Côté | Caméléon           | 4:08 |
| 14. | Je rêve                       | Cyril Kamar, Louis Côté | Caméléon           | 3:15 |

## Certification
| Région                                                                                                 | Certification | Ventes/Streams |
| --- | ------------- | -------------- |
| France (SNEP)                                                                                          | Or            | 70 000*        |
| *Ventes selon la certification ^Mise en rayon selon la certification xNon précisé par la certification |               |                |

## Classements
| Classement (2015) | Meilleure position |
| ----------------- | ------------------ |
| France            | 3                  |
| Belgique          | 7                  |
| Suisse romande    | 10                 |